# Marielle Goitschel
Marielle Goitschel, född 28 september 1945 i Sainte-Maxime) är en fransk tidigare alpin skidåkerska. Hon är yngre syster till  Christine Goitschel, och faster till Philippe Goitschel.
Efter framgångarna på världsmästerskapen 1962 och olympiska vinterspelen 1964, då hon vann fem medaljer, inklusive tre guld, blev hon ansedd som världens bästa kvinnliga skidåkare. Hon fortsatte sedan dominansen på världsmästerskapen 1966 i Portillo, Chile, då hon tog medalj i alla fyra discipliner, med tre guld och ett silver.
Då världscupen hade premiär i januari 1967, förväntades hon dominera den första säsongen. Dock tappade hon totalsegern till Kanadas Nancy Greene, men vann störtloppscupen samt delade på vinstern i slalomcupen tillsammans med Annie Famose.
Kommande säsong, missade hon totaltiteln, och slutade fyra. Hon tog sin sista guldmedalj i slalom vid olympiska vinterspelen 1968 i Grenoble, och lade senare skidutrustningen på hyllan. Totalt vann hon 11 medaljer på världsmästerskap.

## Världscupvinster
| Säsong | Disciplin |
| ------ | --------- |
| 1967   | Störtlopp |
| 1967   | Slalom    |
| 1968   | Slalom    |

| Datum            | Plats       | Disciplin |
| ---------------- | ----------- | --------- |
| 18 januari 1967  | Schruns     | Störtlopp |
| 19 januari 1967  | Schruns     | Slalom    |
| 3 mars 1967      | Sestriere   | Störtlopp |
| 12 mars 1967     | Franconia   | Slalom    |
| 6 januari 1968   | Oberstaufen | Slalom    |
| 13 februari 1968 | Grenoble    | Slalom    |
| 28 mars 1968     | Rossland    | Slalom    |